# San Alfonso del Mar

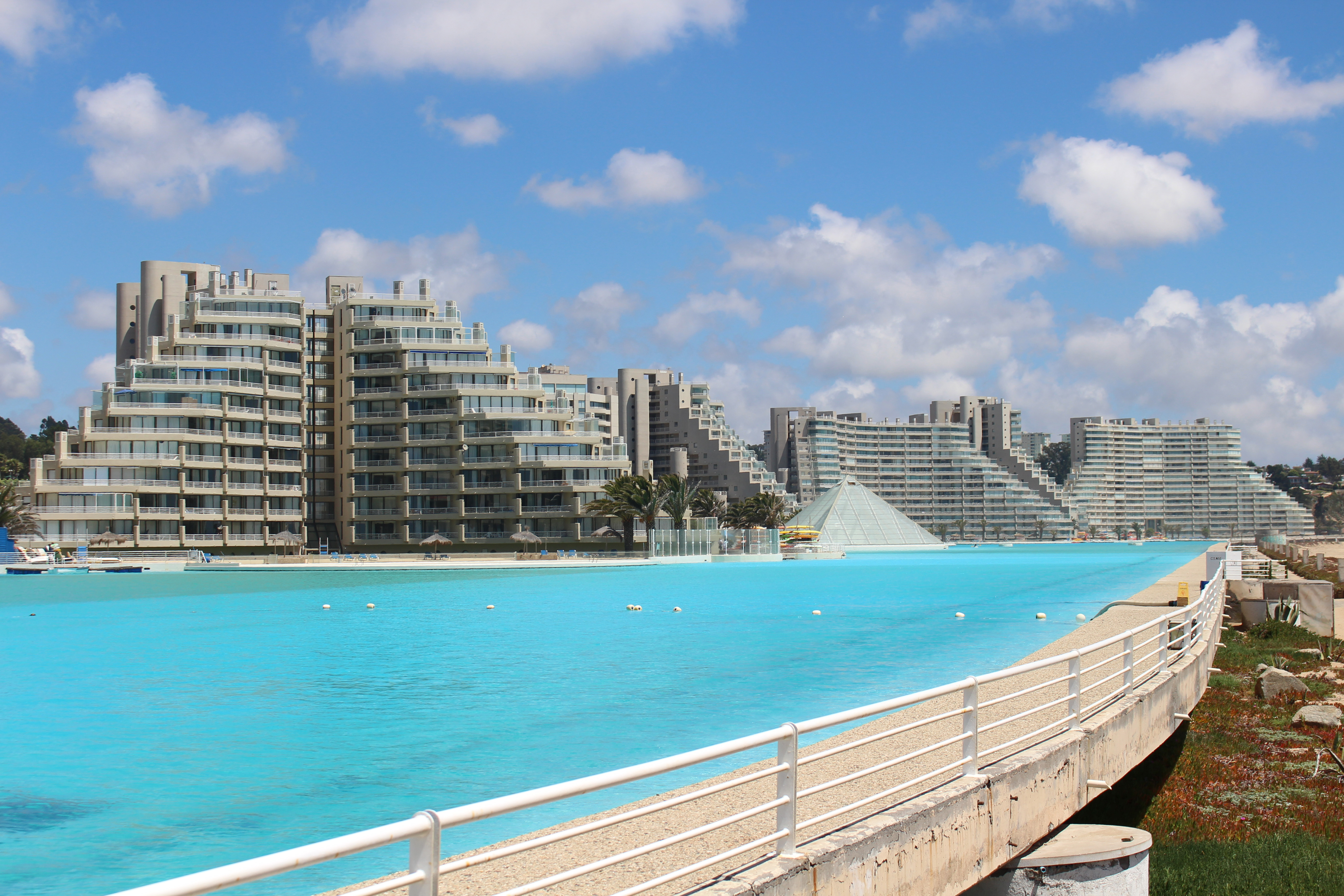
San Alfonso del Mar.

San Alfonso del Mar es un complejo residencial o centro vacacional ubicado en Algarrobo,  Región de Valparaíso, Chile, a orillas del Océano Pacífico. Por antes tener la piscina más grande del mundo.Fue inaugurado en el año 1993. Se encuentra a aproximadamente 108 km de Santiago.

## Características
Este recinto cuenta con 1233 apartamentos en 11 edificios, todos orientados hacia el mar y con vista a la laguna. Cada edificio cuenta con playa privada, embarcadero y piscinas.
Además de la laguna, San Alfonso del Mar cuenta con una gran cantidad de equipamiento, una playa con piscina templada (que además es la pirámide vidriada más grande del país), además de uno de los restaurantes con mejor vista del litoral llamado Peces Gordos, equipamiento deportivo, toboganes acuáticos, supermercado, embarcaciones, vigilancia las 24 horas del día, spa, entre otras comodidades.

## Laguna artificial
La laguna artificial del recinto tiene 1.013 Metros de largo y 3 m de profundidad máxima; contiene 250 millones de litros de agua salada cristalina, que es extraída directamente desde el mar, cubriendo una superficie de alrededor de 8 ha. La limpieza y claridad de sus aguas se debe a un procedimiento de saturación de oxígeno llamado oxigenación a presión (SaO2). Este sistema no solo permite purificar enormes masas de agua, sino que utiliza cien veces menos productos químicos que los procesos tradicionales.[cita requerida]
La laguna cristalina fue construida en 5 años por la empresa chilena Crystal Lagoons.
Gracias a sus dimensiones fuera de lo común, en la laguna de San Alfonso del Mar se pueden practicar actividades náuticas como buceo, windsurf, velero, etc.

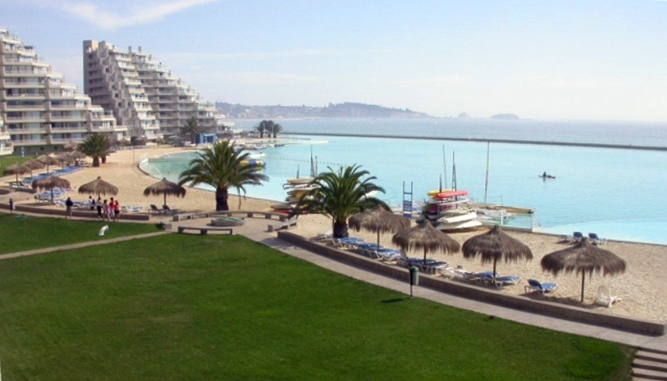
Piscina del recinto.
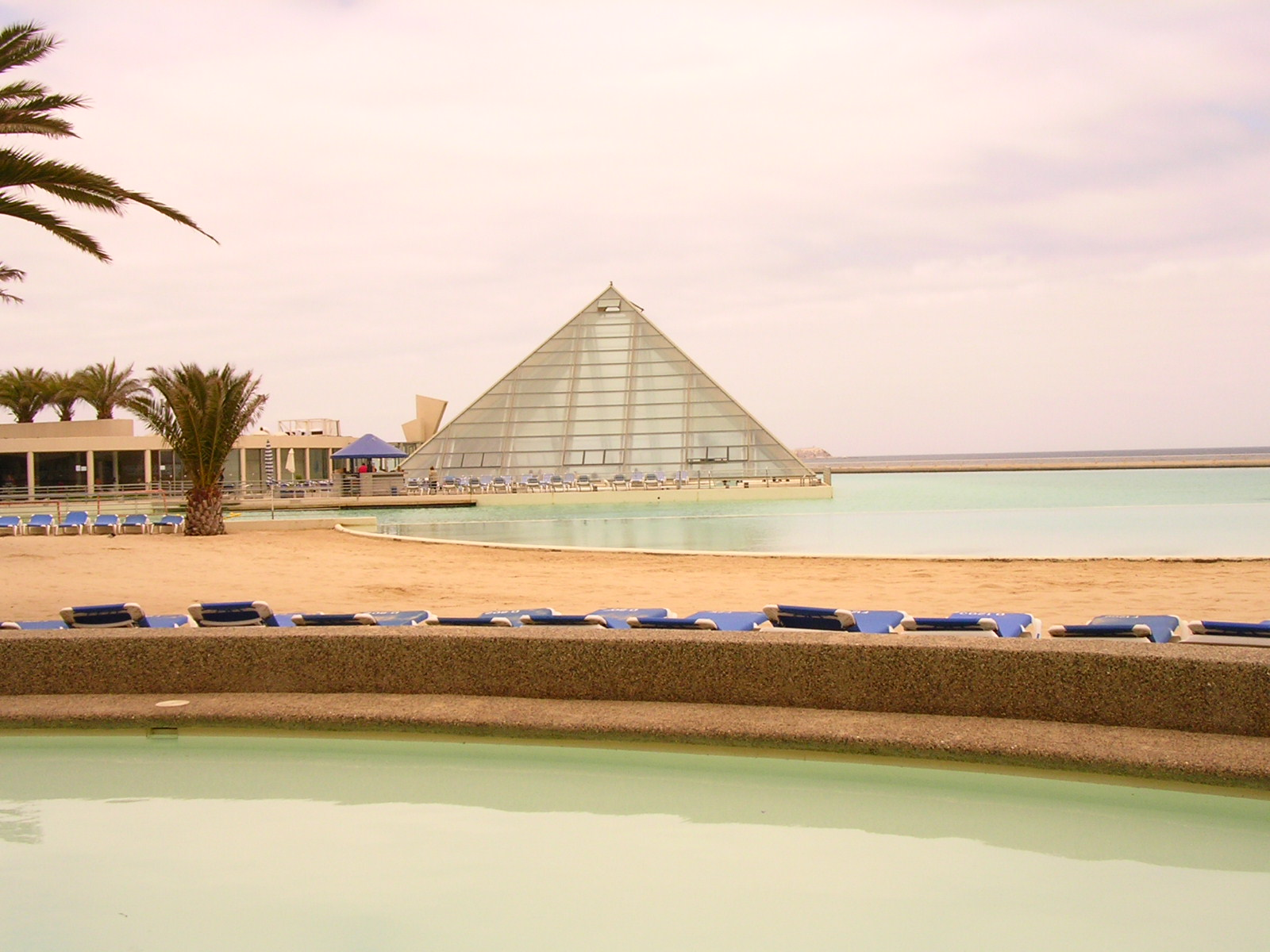
Pirámide de piscina climatizada.
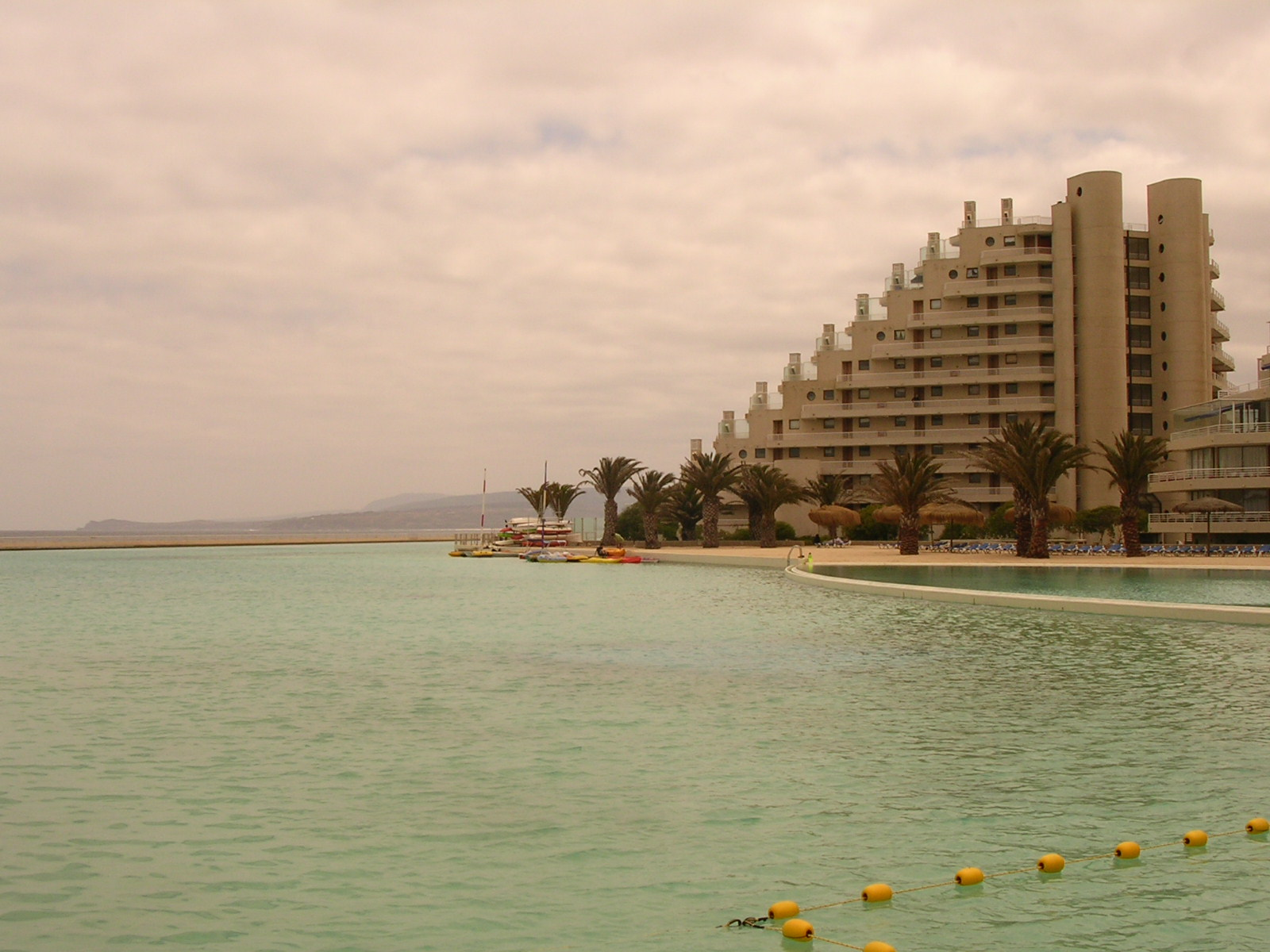
Laguna.